# SEAT 1400
De SEAT 1400 was een automodel van het Spaanse merk SEAT. De 1400 was een kopie van de Fiat 1400 die op 13 november 1953 in productie ging als CKD-kit. De onderdelen werden in Italië gemaakt door FIAT en in Spanje geassembleerd. Het was de eerste auto van het Spaanse merk dat in 1950 was opgericht. Tot 1964 werd de 1400 in vier generaties gebouwd.

## 1400
De eerste SEAT 1400 werd van 1953 tot 1955 gebouwd. Onder de motorkap zat een 1,4 liter vier-in-lijnmotor, ook van Fiat, waaraan de auto de naam ontleende. Die motor leverde 44 CUNA pk en gaf de auto een topsnelheid van 116 km/u.

## 1400 A
In 1955 verscheen het nieuwe model, de SEAT 1400 A. Dit gebeurde nadat ook de grote broer, de Fiat 1400 A, was gelanceerd. De 1400 A was moderner en groter. Het motorvermogen steeg naar 50 CUNA pk en de topsnelheid tot 125 km/u.

## 1400 B
In 1957 volgde de SEAT 1400 B. Deze behield de carrosserie maar is uiterlijk te onderscheiden van de 1400 A door de grille en de tweekleurige lak. De motor produceerde nu 58 CUNA pk met een top die nu op 135 km/u lag. De 1400 B werd ook gebouwd als vijfdeur-stationwagen (Familiar), pick-up en tweedeur-bestelwagen (Fúgon). Dit model bleef tot 1964 in productie, naast de opvolgende 1400 C.

## 1400 C
Die 1400 C werd geïntroduceerd in 1960. Deze keer kreeg het model de nieuwe carrosserie van de Fiat 1500 en bleef onder de motorkap alles bij het oude. Tot 1963 was er van de C ook een vijfdeur-stationwagen die wederom Familiar heette. Ook werd door carrosseriebouwer ONECA een zeszits-limousine afgeleid. Een andere carrosseriebouwer, SERRA, maakte een tweezits-cabriolet. Ook de 1400 C werd tot 1964 geproduceerd en vervolgens vervangen door de SEAT 1500.

### Productiecijfers
De productiecijfers van de 1400 C:
| Jaar   | Sedan  | Familiar-Stationwagen | Totaal |
| ------ | ------ | --------------------- | ------ |
| 1960   | 6576   | -                     | 6576   |
| 1961   | 13.404 | -                     | 13.404 |
| 1962   | 11.727 | 257                   | 11.984 |
| 1963   | 9704   | 676                   | 10.372 |
| 1964   | 5693   | 669                   | 6372   |
| Totaal | 47.284 | 1602                  | 48.716 |